# Kellie Suttle
Kellie Suttle, född den 9 mars 1973, är en amerikansk före detta friidrottare som tävlade i stavhopp.
Suttle deltog vid VM 1999 i Sevilla där hon slutade nia med ett hopp på 4,35. Hon var även i final vid Olympiska sommarspelen 2000 där hon blev elva. Vid inomhus-VM 2001 blev hon silvermedaljör efter ett hopp på 4,51.
Vid inomhus-VM 2003 missade hon precis medalj då hon slutade fyra efter att ha klarat 4,45, vilket var samma resultat som trean Monika Pyrek. Hon deltog även vid Olympiska sommarspelen 2004 där hon inte klarade kvalhöjden. Hennes sista mästerskap var inomhus-VM 2006 där hon blev sexa.

## Personliga rekord
- Stavhopp - 4,67 meter